# Opogona
Genre
Opogona est un genre de petits insectes lépidoptères (papillons) de la famille des Tineidae qui contient six espèces :
- Opogona amphicausta
- Opogona comptella Walker, 1864
- Opogona omoscopa (Meyrick, 1893)
- Opogona panchalcella (Staudinger, 1871)
- Opogona sacchari (Bojer, 1856) — Teigne du bananier
- Opogona stereodyta Meyrick, 1897